# Obleganje Kisega
Obleganje Kisega, v nemških virih obleganje Günsa (nemško Belagerung von Kőszeg, turško Kuşatması), je bilo osmansko obleganje ogrskega mesta Kiseg  leta 1532. 
Majhno habsburško obmejno trdnjavo  je branil hrvaški stotnik Nikola Jurišić s samo 700–800 hrvaškimi vojaki, brez topov in samo nekaj strelnega orožja. Branilci so ustavili prodiranje osmanske vojske pod poveljstvom Sulejmana Veličastnega in velikega vezirja Pargali Ibrahim Paše proti Dunaju.
Točen izid obleganja ni znan, ker obstajata dve različici. V prvi je Nikola Jurišić zavrnil ponudbo za predajo pod ugodnimi pogoji, v drugi pa so mestu predlegali pogoje za nominalno predajo. Sulejman, ki je z obleganjem izgubil skoraj štiri tedne dragocenega časa, se je ob prihodu avgustovskega deževja umaknil  in ni nadaljeval pohoda proti Dunaju, kot je načrtoval.
Suleiman je svoje posesti na Ogrskem zavaroval z osvojitvijo več drugih trdnjav. Habsburški cesar Ferdinand I. je po njegovem umiku znova zasedel nekaj izgubljenega ozemlja. Sulejman in Ferdinand I. sta naslednje leto sklenila Konstantinopelski sporazum, ki je potrdil pravico kralja Ivana Zapolje  do celotne Ogrske, Ferdinandu pa oblast na nekaterih zasedenih ogrskih ozemljih.

## Ozadje
29. avgusta 1526 je krščanske sile pod poveljstvom kralja Ludvika II. Ogrskega odločilno porazila osmanska vojska pod poveljstvom sultana Sulejmana Veličastnega.  Ludvik je bil v bitki ubit. Ker ni imel potomcev, je njegova smrt pomenila konec neodvisnosi Ogrskega kraljestva. Ogrska in Hrvaška sta postali sporni ozemlji, ki so si jih lastili Habsburžani in Osmani. Ogrsko in hrvaško plemstvo je za svojega kralja izvolilo Habsburžana Ferdinanda I., brata svetega rimskega cesarja Karla V. in poročenega  s sestro Ludvika II.
Ogrski prestol je postal predmet dinastičnega spora med Ferinandom in Ivanom Zapoljo iz Transilvanije, kateremu je Sulejman v zameno za vazalstvo obljubil oblast nad celo Ogrsko. Med avstrijsko-turško vojno (1527-1528) je Ferdinand osvojil Budim, ki je bil od leta 1527 pod Zapoljevo oblastjo. Obdržal ga je samo do leta 1529, ko so ga skupaj z vsem ozemljem, ki ga je Ferdinand osvojil v letih 1527 in 1528, zasedli Osmani. Obleganje Dunaja leta 1529 je bilo prvi poskus Sulejmana Veličastnega, da bi osvojil habsburško prestolnico. Obleganje je pomenilo vrhunec osmanske moči in največji obseg osmanske širitve v srednjo Evropo.

### Mala ogrska vojna
Po Sulejmanovem neuspešnem obleganju Dunaja je Ferdinand leta 1530 sprožil protinapad, da bi ponovno pridobil pobudo in se maščeval za opustošenje, ki ga je povzročila Sulejmanova 120.000 glava vojska. Ferdinandova kampanja običajno velja za začetek male ogrske vojne in obdobja vrste sporov med Habsburžani in Osmanskim cesarstvom. Napad na Budim je Ivan Zapolja odbil, drugje pa je bil Ferdinand uspešen. Osvojil je Gran (Esztergom) in druge utrdbe ob reki Donavi, ki je pomenila vitalno strateško mejo med cesarstvoma.

## Pohod leta 1532
V zgodnjem obdobju male ogrske vojne je Suleiman kot odgovor na Ferdinandov protinapad leta 1530 in del svojega petega cesarskega pohoda  (osmansko turško  سفر همايون, Sefer-i humāyūn)   leta 1532 z vojsko več kot 120.000 mož  krenil na drugo obleganje Dunaja. Zaradi njegovovega hitrega napredovanja se je Ferdinand bal, da se krščanske sile ne bodo pravočasno zbrale in ga ustavile. 12. julija je Sulejman pisal Ferdinandu iz Osijeka samozavesten dopis, da prihaja. Iz dopisa je razvidno, da je bil njegov peti pohod usmerjen predvem proti Karlu V. in ne proti Ferdinandu I.
Po prehodu Drave pri Osijeku Sulejman ni izbral običajne poti proti Dunaju, ampak se je obnil proti zahodu proti Ferdinandovemu ogrskemu ozemlju. Osmanska vojska je na poti proti Dunaju osvojila sedemnajst utrjenih mest in gradov. Ferdinand je umaknil svojo vojsko in v Kisegu pustil samo 700 branilcev brez topov in s samo nekaj puškami.
Osmani bi svoje načrte lahko izpolnili samo s hitro osvojitvijo Kisega, ker je s severa prihajala Ferdinandu na pomoč velika nemška vojska pod poveljstvom Karla V., okrepljena s španskimi četami.

## Obleganje
Majhno mesto Kiseg v zahodni Ogrski malo južno od Soprona je bilo samo nekaj kilometrov od avstrijske meje. Mesto je imelo majhno vojaško posadko pod poveljstvom hrvaškega stotnika in diolomata Nikole Jurišića. Habsburžani Kisegu niso pripisovali velikega pomena.  Za osmansko vojsko, ki je na pohodu brez boja osvojila več mnogo bolj utrjenih mest, je pomenil samo majhno oviro. Veliki vezir Pargali Ibrahim Paša ni vedel, kako majhno posadko ima. Ko se mu je pridružil Sulejman s svojim delom vojske, se je obleganje že začelo.
Osmani so naleteli na žilav odpor. Sulejman je čakal na prihod večje reševalne vojske, ki bi mu dala priložnost za večji spopad. Vojska, ki jo je pričakoval, se je takrat šele zbirala v Regensburgu. Osmani so stalno napadali in s topovi porušili del mestnega obzidja, branilcev pa niso prisilili k vdaji.
 Kiseško obzidje so oblegovalci večkrat uspešno minirali in ga delno porušili, branilci pa so kljub temu vzdržali. V petindvajset  dneh je Nikola Jurišić s 700 lokalnimi kmeti, nekaj hrvaškimi vojaki in brez topništva odbil devetnajst napadov osmanske vojske.
Prekinitev obleganja je opisana v dveh različicah. V prvi je Nikola Jurišić zavrnil osmanski predlog vdaje pod sicer ugodnimi pogoji in osmanska vojska se je umaknila. V drugi so bili mestu ponujeni pogoji za nominalno vdajo. V mesto naj bi prišlo samo nekaj osmanskih vojakov, ki bi na obzudju dvignili osmanske zastave, kar se je tudi zgodilo.
V obeh različicah je Sulejman po prihodu avgustovskega deževja prekinil pohod proti Dunaju in se začel vračati domov. Z obleganjem je izgubil štiri tedne dragocenega časa, v tem času pa se je pred Dunajem že zbrala močna vojska, s katero se Sulejman ni želel spopasti. Po pisanju zgodovinarja Paola Giovia je Karel V. s cesarsko vojsko prišel pred Dunaj 23. septembra, ko se je Sulejman že umikal. Nikola Jurišić in njegovi branilci so rešili Dunaj pred drugim obleganjem.
Jurišić je za svojo hrabrost in obrambo mesta 20. februarja 1533 dobil naslov barona Kisega in 8.000 forintov. 

## Posledice
Sulejman je kljub temu, da je bil pri Kisegu ustavljen in ni osvojil Dunaja, dodatno zavaroval svoje osvojitve na Ogrskem z osvojitvijo več trdnjav, ker sta se Ferdinand I. in Karel V. izogibala neposrednemu spopadu. Ferdinand je takoj po Sulejmanovem umiku ponovno osvojil okupirano ozemlje Avstrije in Ogrske. Sulejman je s Habsburžani kljub temu leta 1533 sklenil Konstantinopelski sporazum, s katerim je bila potrjena pravica Ivana Zapolje do oblasti v celi Ogrski in priznana Ferdinandova oblast na tistem delu Ogrske, ki je užival status quo.
Sporazum ni zadovoljil niti Zapolje niti Ferdinanda, ki sta se se začela kmali zatem spopadati ob meji njunih posesti. Po Zapoljevi smrti leta 1540 je Sulejman priključil Ogrsko k svojemu cesarstvu. Čeprav so se meje Osmanskega cesarstva v letih 1529 do 1566 pomaknile še bolj proti zahodu, ni noben pohod po letu 1529 prinesel odločilne zmage, ki bi zagotovila stabilnost novih osmanskih posesti.